# Alaa Wardi
Pour les articles homonymes, voir Wardi.
Ne doit pas être confondu avec Hela Ouardi.
Alaa Wardi (en arabe : علاء وردي ()), né le 13 janvier 1987 à Riyad, est un auteur-compositeur-interprète saoudien d'origine iranienne. Il a étudié la musique en Jordanie, il est membre du groupe musical Hayajan.

## Discographie
Source: loudrfm
- Sha3ri Yot3eboni
- Jee Le Zaraa - (Talaash cover)
- Happy - ([4] Telfaz11 cover)
- Aïcha - (Khaled/Jean-Jacques Goldman cover)
- Royals - (Lorde (Arabic Beat) cover)
- No Woman, No Drive with Fahad Albutairi, Hisham Fageeh (2013)
- Ya Bay with Hayajan (May, 2013)
- Jai Ho (cover with Peter Hollens)
- Mr. Simple – (Super Junior) (feat. Wonho Chung)
- Pehla Nasha
- Jiya Re
- Risala Ela... – Single
- Stay - (Rihanna cover feat. Mikky Ekko)
- Ela Mata – (Asala Nasri cover feat. Sultan Al-Jameel)
- Osad Einy – (Amr Diab cover)
- Wa7ashteny – (Amr Diab cover feat. Mohab – Single
- Ye5lef – Single
- Garfan Bel-So3odia – Single
- Fe Shi Makan (feat. Angie Obeid) – Single
- Laying in Bed After a Good Day – Single
- 7aram – Single
- Ma3gool - Single
- Shalamonti Fel7al - Single